# 華萊士堡鎮區 (阿肯色州亨普斯特德縣)
華萊士堡鎮區（英語：Wallaceburg Township）是位於美國阿肯色州亨普斯特德縣的一個行政鎮區。

## 地方資料
華萊士堡鎮區的面積為131.97平方千米，當中陸地面積為131.42平方千米，而水域面積為0.55平方千米。根據2010年美國人口普查的數據，當地共有人口940人，而人口密度為每平方千米7.12人。